# Jamia Wilson
Jamia Wilson (nascida em 10 de outubro de 1980) é uma escritora, comentarista e ativista feminista estadunidense que mora em Nova York. Ela é editora executiva da Random House  , e anteriormente foi diretora e editora da Feminist Press na CUNY. Jamia foi a diretora mais jovem da história da Press, bem como a primeira mulher negra a chefiar a organização. Antes de ingressar na Imprensa Feminista, Jamia foi Diretora Executiva de Mulheres, Ação e Mídia e redatora da Rookie (revista). 

## Histórico
Jamia Wilson nasceu no sul dos Estados Unidos e cresceu como expatriada na Arábia Saudita.  Em 2002, ela se formou na American University com bacharelado em comunicação e recebeu seu mestrado em Humanidades e Pensamento Social na New York University. 
Ela foi membro da terceira coorte do movimento de mudança social Move to End Violence.  Foi diretora executiva da Youth Tech Health, contadora de histórias do Prêmio TED, e ex-presidente de programas do Women's Media Center.  Em 2013, foi nomeada uma das "17 Faces do Futuro do Feminismo" por Reinery29. 
Ela é casada com o saxofonista de jazz e líder da banda Bjorkestra de Travis Sullivan, Travis Sullivan. 

## Trabalhos

### Livros
- Wilson, Jamia. "Roadmap for Revolutionaries: Resistance, Activism & Advocacy for All"
- Wilson, Jamia. "Young Gifted and Black"
- Wilson, Jamia. "Together We Rise: The Women's March Behind The Scenes At The Protest Heard Around The World"
- Wilson, Jamia. "Step Into Your Power"

### Contribuições para publicações acadêmicas
- Signs Journal